# Salmo farioides
Salmo farioides es una especie de pez de la familia Salmonidae en el orden de los Salmoniformes.